# Sainte-Geneviève, Meurthe-et-Moselle
 Sainte-Geneviève  là một xã của tỉnh Meurthe-et-Moselle, thuộc vùng Grand Est, đông bắc nước Pháp.